# Francesco Maria Accinelli

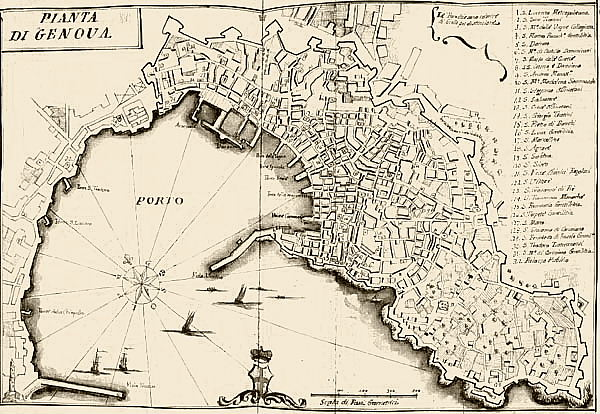
Mapa Janova připisována Accinellimu

Francesco Maria Accinelli (23. dubna 1700, Janov – 7. října 1777, tamtéž) byl italský římskokatolický kněz, historik a geograf.
Po studiu literatury byl vysvěcen na kněze. V roce 1732 byl pověřen městem Janov vytvořit pro vojenské účely mapu Korsiky.
Zemřel v domě č. 17 na Vico Tacconi.

## Dílo
Většina jeho díla se dochovala v rukopisech, které uchovává Biblioteca Civica Berio v Janově.
- Memorie Istorico-Geogr.-Politiche della Corsica (1739).
- Dizionario ecclesiastico di Genova (1759).
- Storia di Corsica (1767).
- Atlante Ligustico (1771-1773).